# Massimo Morales
Massimo Morales (Caserta, 20 april 1964) is een Italiaans voetbalcoach.
Morales voetbalde op lager niveau bij US Casertana 1908. Zijn trainersloopbaan begon hij als jeugdcoach in Duitsland bij ESV Müchen en FC Bayern München waar hij in het seizoen 1994/95 ook assistent van Giovanni Trapattoni werd. Hierna was hij in verschillende rollen actief in onder andere Ghana, Italië, Zwitserland en Tsjechië. In Nederland is hij vooral bekend van zijn periode bij BV De Graafschap in 1999 waar hij, middels een samenwerkingsverband met Udinese Calcio, begon als assistent en na een conflict waarbij trainer Frans Thijssen vertrok, tijdelijk hoofdcoach was. In het seizoen 2009/10 was hij trainer van het Hongaarse Budapest Honvéd. In 2013 trainde hij kort Stuttgarter Kickers.